# Kleimo

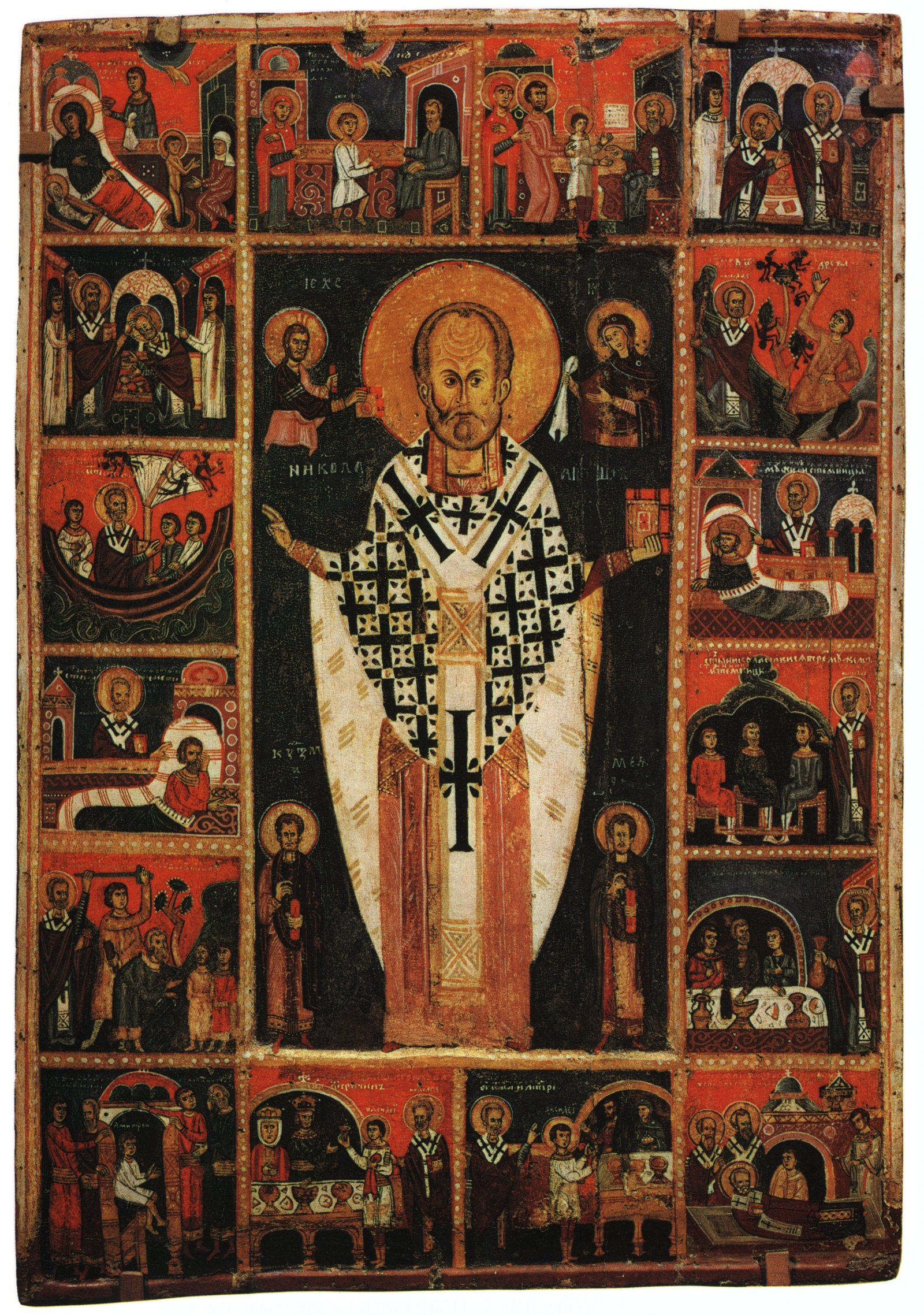
Icône de Saint Nicolas Thaumaturge et de sa vie, XIV s., Musée russe

Un kleimo (en russe : Клеймо) est une composition indépendante de la partie principale et centrale de l'icône. Les kleimos sont, généralement, de formes rectangulaires, représentant une scène ou explicitant le sujet central de l'icône. Le plus souvent, elles se trouvent sur les polés de l'icône, entourant le kovtcheg, situé au centre de la doska.
Une autre signification de keimo est celle de marque, poinçon d'orfèvre. Ou encore un compartiment d'iconostase
À partir du IXe siècle, apparaît à Byzance une nouvelle forme d'icône appelée « icône jitié » : dans la partie centrale est représenté un saint, et, dans les polés des petits emplacements (kleimos) qui encadrent l'ensemble, l'histoire ou des épisodes de la vie du saint. De Byzance, cette forme d'icône se répandra en Italie, dans les Balkans, en Russie et dans le Caucase.